# Upptrappning
Upptrappning (eskalering) betyder intensifiering eller ökning av de åtgärder som tas till i en konflikt. Begreppet används särskilt om militära konflikter, men även exempelvis om arbetsmarknadskonflikter.